# Hosszúpereszteg
Hosszúpereszteg là một thị trấn thuộc hạt Vas, Hungary. Thị trấn này có diện tích 37 km², dân số năm 2010 là 643 người, mật độ 17 người/km².